# CJOH-DT
A CJOH-DT é uma emissora de televisão canadense baseada na cidade de Ottawa, Ontário.

## História

### Inauguração
A emissora foi inaugurada em 12 de março de 1966 por Ernie Bushnell, através da Bushnell Communications Ltd., sendo a primeira emissora privada de Ottawa. A sua primeira sede estava localizada na avenida Bayswater 29.

### Aquisição pela Baton Broadcasting
Na época, a emissora ainda era detida pela Bushnell, que por sua vez era uma subsidiária da Standard Broadcasting. A emissora foi vendida para a Baton em 1988, que na época já detinha a CFTO em Toronto, CKCK em Regina, CFQC em Saskatoon, entre outros. O representante da então afiliada da CTV na época (BCTV), Ray Peters, não concordou com a venda, alegando que a rede seria controlada pela Baton e que “não era de interesse público”. Já o representante licenciado de outra afiliada, Bill McGregor, apresentou otimismo, dizendo que “pelo número e tamanho de afiliadas e o desejo de envolvimento regional tende a evoluir”.

### O então novo transmissor em Pembroke
Em 1996, a Baton Broadcasting Inc. solicitou ao CRTC para instalar uma retransmissora da CJOH em Pembroke, pelo canal 47, além de desafiliar sua outra emissora (CHRO) da CTV na mesma região.

### Incêndio
A redação da CTV Ottawa sofreu um incêndio nas instalações de Merivale Road, no qual a causa é desconhecida. Ninguém se feriu, houve apenas danos materiais. O prejuízo foi acima de US$ 2,5 milhões. A emissora foi transferida para ByWard Market, na mesma sede do então A-Channel.

## Controvérsias

### Assassinato de Brian Smith
Jeffrey Arenburg, um homem que sofria de esquizofrenia paranoide, estava na frente da sede da emissora, quando avistou Brian Smith saindo do prédio. Arenburg havia atirado e Smith havia caído ali. Ele morreu no hospital no dia seguinte. Arenburg se rendeu no mesmo dia da morte do jornalista esportivo. Ele foi considerado pelo juri de Elgin Street como sendo “Não-criminalmente responsável” (NCR, segundo a lei canadense) alegando transtornos mentais. Cinco anos mais tarde, foi introduzida uma “lei de saúde mental” que leva o nome do jornalista esportivo, constitucionalizado em 2016. Jeffrey Arenburg morreu no ano seguinte.